# Salterio di Luttrell

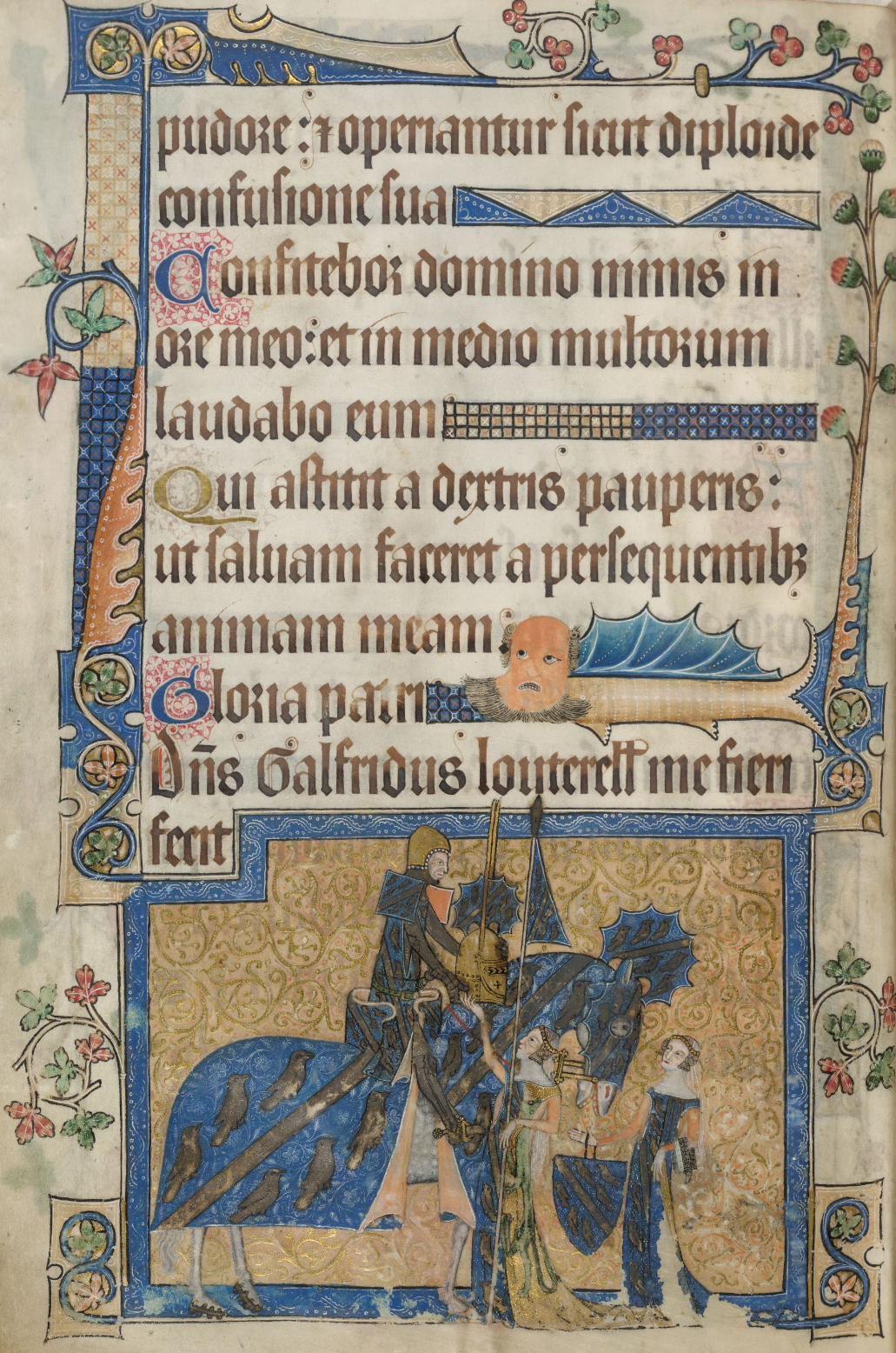
Sir Geoffrey Luttrell, a cavallo, assistito dalla moglie e dalla nuora. Foglio 202v.

Il Salterio di Luttrell (British Library, manoscritto addizionale 42130) è un salterio miniato commissionato da Sir Geoffrey Luttrell (1276-1345), signore del castello di Irnham nel Lincolnshire (Regno Unito), scritto e illustrato su pergamena nel 1320-1340 circa in Inghilterra da scribi e artisti anonimi.
Insieme ai salmi (che iniziano sul foglio 13 recto), il Salterio di Luttrell contiene un calendario (1 r), cantici (259 verso), la Messa (283 v) e un'antifona per i defunti (295 r). Le pagine variano per il grado di miniatura, ma molte sono riccamente coperte sia di testi decorati che di figure marginali di santi, di storie della Bibbia e di scene di vita rurale. È considerato una delle più ricche fonti iconografiche sulla vita rurale quotidiana nell'Inghilterra medievale.
Il salterio fu acquistato dal British Museum nel 1929 per 31.500 sterline da Mary Angela Noyes, moglie del poeta Alfred Noyes, con l'aiuto di un prestito senza interessi del milionario e collezionista d'arte statunitense J. P. Morgan. Attualmente è nella collezione della British Library a Londra, a partire dalla separazione della Biblioteca dal British Museum.

## Storia e paternità
Il Salterio di Luttrell fu creato in Inghilterra in qualche momento tra il 1320 e il 1345 per ordine di Sir Geoffrey Luttrell (1276-1345), signore del castello di Irnham nel Lincolnshire. La data del suo completamento non è stata stabilita con certezza; studiosi diversi hanno datato il manoscritto in vari periodi temporali diversi. Eric Millar scrive che il manoscritto fu realizzato intorno al 1335-40, prima della morte della moglie di Luttrell, Agnes Sutton, perché le illustrazioni mostrano caratteristiche della "tarda 'decadenza' del tardo stile angliano orientale". Lucy Sandler preferisce datare la creazione intorno al 1325-30 perché gli stili sono simili agli altri manoscritti di quel periodo. Michelle Brown crede che sia stato fatto e pianificato molto più tardi, intorno al 1330-45.
Luttrell, un ricco proprietario terriero, sentendo che la sua morte era vicina, volle rendere conto di tutte le sue azioni, come si afferma nel colofone del salterio. Lo scopo del manoscritto era di contribuire a rispettare le sue disposizioni testamentarie, nelle quali Luttrell aveva richiesto che venti cappellani recitassero messe di suffragio per un periodo di cinque anni dopo la sua morte (che si credeva affrettassero il passaggio dell'anima attraverso il Purgatorio) e che degli ecclesiastici recitassero i Salmi, insieme ad altre attività in cambio di determinate somme di denaro.
La creazione del Salterio di Luttrell potrebbe essere collegata o alla dispensa papale del 1331 che consentì il matrimonio Luttrell-Sutton o al raggiungimento della maggiore età nel 1334 di Andrew Luttrell, il figlio di Sir Geoffrey. Tali indicazioni sono presenti nelle illustrazioni del manoscritto. Il salterio contiene un ritratto di Luttrell, alla fine del Salmo 109, completamente armato e in sella a un cavallo da battaglia, con una stravagante esibizione dello stemma dei Luttrell. Si crede che l'immagine servisse ad enfatizzare la sua condizione di cavaliere durante il matrimonio di un membro della famiglia. Per rivendicare il suo ruolo come mecenate dell'opera, il verso Dominus Galfridus Louterell me fieri fecit ("Il Signore Geoffrey Luttrell mi fece fare") appare sopra il ritratto. Il manoscritto contiene immagini di mendicanti e artisti di strada e grottesche, tutti simboleggianti il caos e l'anarchia che erano presenti nella società medievale e temuti da Sir Geoffrey Luttrell e dai suoi contemporanei.
Il Salterio di Luttrell fu composto da molti artisti, tutti con stili leggermente diversi. Il primo artista di Luttrell è indicato come "il Decoratore". Usava uno stile di disegno lineare piuttosto che un approccio bidimensionale. Il secondo artista di Luttrell, "il Colorista", spesso disegnava immagini che erano più rotonde e modellate, specie nel caso del Cristo, prestando nei suoi disegni più attenzione alla forma e alla postura umana. Il terzo artista di Luttrell, "l'Illustratore", preferiva uno stile bidimensionale. Il quarto artista di Luttrell, detto "il Maestro di Luttrell", era specializzato nei temi rurali e nelle grottesche esotiche. Disegnò anche i ritratti della famiglia Luttrell, mostrando grande abilità nel produrre effetti di ombre e tessiture. La sua tecnica è molto simile allo stile usato nella maggior parte dei manoscritti est-angliani del periodo.
Il manoscritto venne a conoscenza del pubblico nel 1794, quando le miniature di Sir Geoffrey Luttrell, di sua moglie e di sua nuora furono riprodotte insieme a un compendio del libro.

## Descrizione

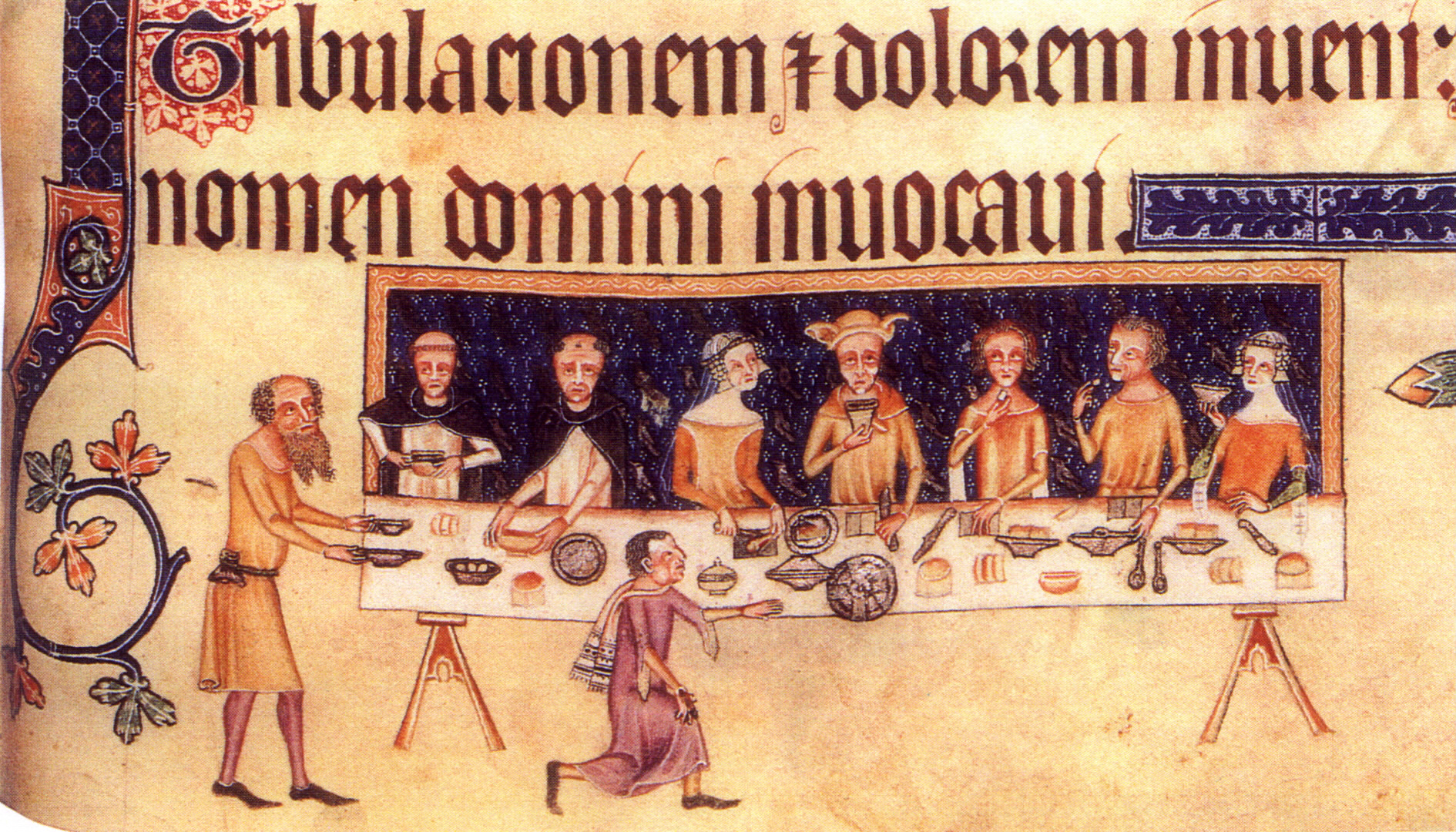
Sir Geoffrey Luttrell a tavola circondato dalla sua famiglia e da due frati domenicani. Due servitori li accudiscono e altri si avvicinano alla tavola dalla pagina precedente. L'arazzo dietro ha un campo azzurri, seminato di martelli d'argento, elementi dello stemma di Luttrell. Foglio 208 verso

Il Salterio di Luttrell misura 370 x 270 mm. È scritto in latino e comprende 309 fogli di vellum di alta qualità con risguardi di carta. La maggior parte delle pagine sono decorate con pittura rossa con dettagli in oro, argento e ciechi. Le illustrazioni sono impresse e decorate nella carta. Il manoscritto ha otto cordicelle che legano insieme saldamente le pagine del libro. È cucito insieme e ha una legatura moderna (post 1929) di cuoio marocchino marrone scuro. Gli scribi usavano un regolo come metodo per tracciare le linee, un metodo costoso. Gli scritti sono abbastanza grandi. Ogni cornice del manoscritto ha circa 14 righe piene di testo. Le aste delle lettere sono piatte e parallele alla riga della scrittura. Questa tecnica richiedeva una penna sulla quale il pennino era tagliato con un angolo particolarmente obliquo, una "strana penna". Diversamente dai manoscritti miniati anteriori, la prima lettera della prima parola sulla riga, ogni altre due righe, ha la lettera maiuscola. Il suo stile presenta molte lumeggiature e ombreggiature sulle figure umane, il cui modellamento è più pronunciato, muscoloso e carnoso.

## Iconografia

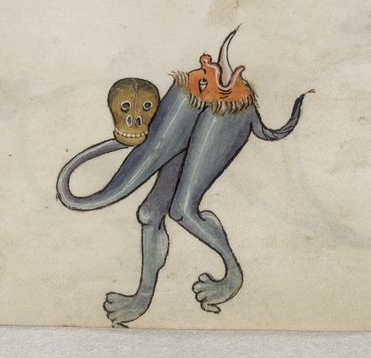
Creatura grottesca ai margini, f 27 r

Le illustrazioni all'interno del manoscritto mostrano parecchie scene della vita di Geoffrey Luttrell, le normali attività quotidiane intorno alla città e molte diverse figure curiose, che combinano parti animali e umane. Il Salterio di Luttrell forniva in tal modo una buona illustrazione della vita quotidiana nel Medioevo. A parte le immagini comuni di cittadini e della famiglia Luttrell, alcune immagini rimangono oscure, ma altre si possono legare al testo accanto al quale sono dipinte. Occorre, tuttavia, che il lettore abbia una qualche comprensione delle parole sacre latine. La maggior parte delle decorazioni intorno ai margini sono immagini di pura fantasia, figure di santi e motivi naturalistici.
Luttrell voleva che i disegni riflettessero le attuali aspirazioni devozionali, culturali, politiche, economiche e dinastiche che avevano lui e la sua famiglia. Una, per esempio, mostra il rimodellamento della chiesa parrocchiale di Irnham, enfatizzando quanto fosse preoccupato per le sue attività in preparazione della sua morte.
La miniatura di Sir Geoffrey Luttrell a cavallo con indosso l'armatura intera accanto alla moglie e alla nuora è un'immagine molto potente nel Salterio di Luttrell. Suggerisce che egli volesse essere ricordato per la sua giovinezza e per il tempo trascorso nell'esercito. L'immagine mostra anche gli stemmi nobiliari della famiglia di Luttrell.
I servi che preparano il cibo e vanno a fare commissioni furono dipinti lungo i margini del manoscritto per enfatizzare l'importanza del loro ruolo sia dal punto di vista sociale che economico. Le immagini dell'agricoltura includevano sia uomini che donne per mostrare che durante il tempo del raccolto occorreva tutta la manodopera disponibile.